# Bernard Feringa
Bernard Lucas "Ben" Feringa (Barger-Compascuum, 18 de maio de 1951) é um químico orgânico. Especialista em nanotecnologia molecular e catálise homogênea. Foi laureado com o Nobel de Química de 2016, juntamente com Jean-Pierre Sauvage e Fraser Stoddart, por seu trabalho em máquinas moleculares.

## Obras
- S. P. Fletcher, F. Dumur, M. M. Pollard, B. L. Feringa: A Reversible, Unidirectional Molecular Rotary Motor Driven by Chemical Energy. In: Science. Volume 310, 2005, p. 80–82, doi:10.1126/science.1117090.
- Ben L. Feringa, Nagatoshi Koumura, Robert W. J. Zijlstra, Richard A. Van Delden, Noboyuki Harada: Light-driven monodirectional molecular rotor. In: Nature. Volume 401, 199, p. 152.
- Javier Vicario, Martin Walko, Auke Meetsma, Ben L. Feringa: Fine Tuning of the Rotary Motion by Structural Modification in Light-Driven Unidirectional Molecular Motors. In: Journal of the American Chemical Society. Volume 128, 2006, p. 5127–5135, doi:10.1021/ja058303m.
- Javier Vicario, Auke Meetsma, Ben L. Feringa: Controlling the speed of rotation in molecular motors. Dramatic acceleration of the rotary motion by structural modification. In: Chemical Communications. 2005, p. 5910–5912, doi:10.1039/B507264F.